# Bujnaksk
Bujnaksk (ryska Буйна́кск, avariska Шура, Sjura) är en stad i Dagestan i Ryssland. Staden har en yta på 25,6 km2, och den hade 63 312 invånare år 2015.